# Mathias Baumeister
Mathias Baumeister (* 21. Januar 1958 in Gelsenkirchen) ist ein deutscher Kantor und Komponist. Seit dem Jahr 2000 bis 2024 war er Seelsorgebereichsmusiker in der Kirchengemeinde St. Johannes der Täufer, Erkrath und Mariä Himmelfahrt in Düsseldorf–Unterbach. 2024 ist Mathias Baumeister in den Ruhestand gegangen.

## Leben
Mathias Baumeister erhielt mit sechs Jahren seinen ersten Klavierunterricht. Mit zehn Jahren erhielt er seinen ersten Orgelunterricht.
Nach seinem ersten Orgelkonzert im Alter von 16 Jahren begann eine vielseitige Konzerttätigkeit, die ihn auch in das benachbarte Ausland (u. a. Frankreich – Notre Dame de Portiers) führten. Er studierte Kirchenmusik (A-Examen) und Musikpädagogik (Diplom–Musiklehrer / Klavierlehrer–Examen) in Essen und Düsseldorf.
Mathias Baumeisters musikalische Aktivitäten sind auf Tonträgern und Rundfunkaufnahmen dokumentiert. Zudem veröffentlichte er eigene Kompositionen wie seine Missa medievalis, die er auch aufführte. Aufgrund seiner Ausbildung und seiner künstlerischen Tätigkeit wurde ihm 1991 vom Fachverband deutscher Berufschorleiter der Titel „Musikdirektor“ verliehen.
Mathias Baumeister ist seit 1981 verheiratet und hat zwei Söhne.

## Werke (Auswahl)
- Missa medievalis für Chor SATB a cappella, Musikverlag Dr. J. Butz, Bonn[2]
- Messe francaise für Chor SATB und Orgel